# Сорель, Шарль
Шарль Сорель, сьёр де Сувиньи (фр. Charles Sorel, sieur de Souvigny, 1599 или 1602, Париж — 7 марта 1674, там же) — французский писатель, историк и сатирик XVII века. Его основные произведения — романы «Комическая история Франсиона» и «Сумасбродный пастух».

## Биография
Сорель был родом из буржуазной семьи. Учился в парижском коллеже. Начал заниматься словесностью в юном возрасте, опубликовав «Эпиталаму на счастливое бракосочетание наихристианнейшего короля Франции Людовика XIII …» (l’Épithalame sur l’heureux mariage du très chrétien roi de France Louis XIII, 1616). В молодости Сорель попытался сделать карьеру при дворе, но безуспешно. Вращался в кругах либертинов. В 1635 году выкупил у своего дяди Шарля Бернара должность королевского историографа. Лишённый жалованья в 1663 г., был вынужден продать свой дом и перебраться к племяннику.

## «Комическая история Франсиона»
Наиболее значительное сочинение Сореля, «Правдивое комическое жизнеописание Франсиона» (La vraye histoire comique de Francion) или «Комическая история Франсиона», связано с традицией плутовского романа, а также книги Рабле и является самым известным образцом распространённого во Франции XVII в. жанра «комической истории». Первая версия в семи частях была опубликована анонимно в 1623 году; расширенное, но во многом утратившее идейную остроту издание вышло в 1626 году; окончательный авторский вариант (Сорель укрылся здесь за псевдонимом Никола де Мулине — так звали не слишком известного французского новеллиста начала XVII века) включал двенадцать частей и вышел в 1633 году. В 1924 году Э. Руа переиздал (на основе единственного сохранившегося экземпляра) аутентичный текст 1623 года; современные издания «Франсиона» основываются именно на нём. В течение XVII века роман не раз издавался за пределами Франции (на нидерландском, английском, немецком языках. Русский перевод романа вышел в 1935 году.
По своей структуре «Франсион» предвосхищает роман воспитания. В центре сюжета — любовные похождения дворянина Франсиона (имя его происходит от franc, искренний, свободный), выбирающего между плотской страстью (Лоретта) и возвышающим душу чувством (прекрасная Наис); версии 1626 и 1633 годов заканчиваются бракосочетанием Франсиона и Наис. По мнению некоторых литературоведов, прототипом Франсиона (приверженца умеренного эпикурейства) является известный вольнодумец Теофиль де Вио, а учителя Гортензиуса — не менее известный писатель Гез де Бальзак. Роман содержит сатирическую картину современного писателю общества (хотя и не сводится к ней); красочно воссозданный Сорелем мир парижского «дна» в чём-то предвосхищает «Парижские тайны» Сю. Но и по мере продвижения Франсиона вверх по лестнице социальной иерархии он неизменно сталкивается с проявлениями порока, невежества и глупости. Связанная с аверроизмом философская позиция автора романа изложена преимущественно в аллегорическом сновидении главного героя (третья книга).
Основной сюжет дополнен множеством вставных историй и ретроспекций: читатель узнаёт о молодости Франсиона, о жизни его отца и т. д. Насыщенность романа авторскими отступлениями, письмами, поэтическими интерполяциями, контраст низменного и возвышенного, варьирование языковых регистров выдают связь «Франсиона» с эстетикой барокко.

## Другие сочинения
- Написанный в галантном стиле любовный роман «Дворец Анжели» (Le Palais d’Angélie’’, 1622).

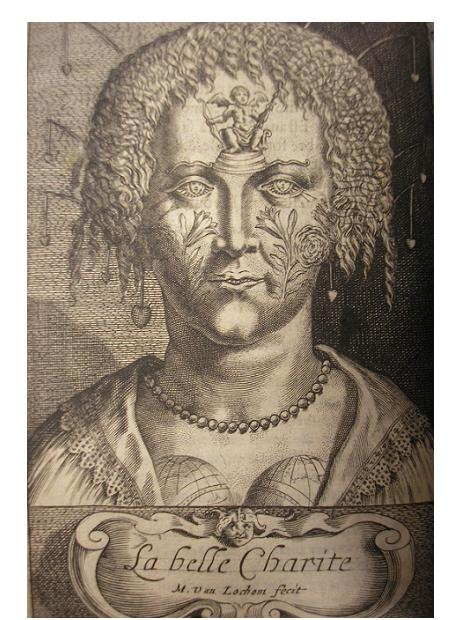
Метафорический портрет пастушки Хариты. Иллюстрация к роману «Сумасбродный пастух» (издание 1627 г.)

- Антироман «Сумасбродный пастух» (Le berger extravagant) (1627—1628), предвосхищающий «Мещанский роман» Антуана Фюретьера и высмеивающий моду на пасторальный и сентиментальный романы.
- «История французской монархии» (Histoire de la monarchie française) (1629).
- Энциклопедический труд «Всеобщая наука» (La science universelle) (1634—1644, в 4 томах).
- Пародия на популярный в эпоху Возрождения жанр новеллистической книги «Дом игр» (La Maison des jeux, 1642).
- Примыкающие к прециозной литературе «Правила галантности» (Les Lois de la Galanterie, 1644).
- Незавершённый комический роман «Полиандр» («Polyandre», 1648), сюжет которого отчасти был использован Мольером в «Тартюфе».
- Очерк творчества французских писателей XVII в. «Французская библиотека» (Bibliothèque française) (1664—67).
- Последнее сочинение Сореля — сумма его воззрений на словесность «О знании хороших книг» (De la connoissance des bons livres, 1672).